# Třída Kanimbla
Třída Kanimbla byla třída výsadkových lodí australského námořnictva čítající jednotky HMAS Kanimbla (ex-USS Saginaw) a HMAS Manoora (ex-Fairfax County). Původně to byly americké tankové výsadkové lodě třídy Newport, zařazené do služby v americkém námořnictvu roku 1971 a roku 1994 odprodané Austrálii.
Obě výsadkové lodě byly v operační službě v letech 1994–2011. Původně měly sloužit déle, ovšem vyřazení si vynutil jejich špatný technický stav a nerentabilita případných oprav. Manoora byla vyřazena 27. května 2011. Poté, co se australskému námořnictvu podařilo získat britskou výsadkovou dokovou loď RFA Largs Bay (nyní HMAS Choules), bylo rozhodnuto vyřadit i Kanimblu. Došlo k tomu 25. listopadu 2011.
Výsadkové kapacity australského námořnictva by měly v letech 2014–2016 dále posílit dvě víceúčelové výsadkové lodě třídy Canberra, odvozené od španělského typu Juan Carlos I.

## Stavba

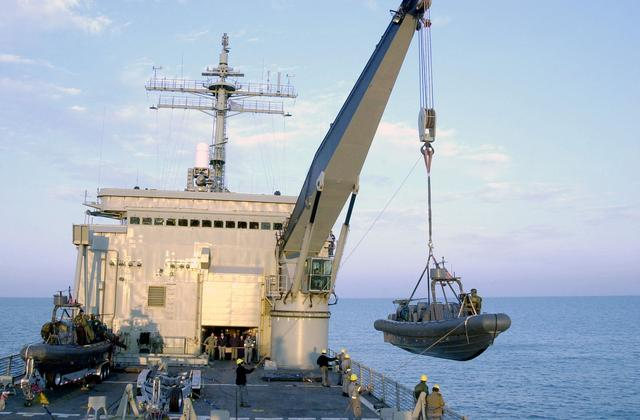
Jeřáb při manipulaci s malým člunem RHIB. Na střeše je dobře vidět obranný systém Phalanx.

Obě lodě postavila americká loděnice National Steel and Shipbuilding Company. Přestavbu provedla australská loděnice Forgacs Dockyard.

## Konstrukce

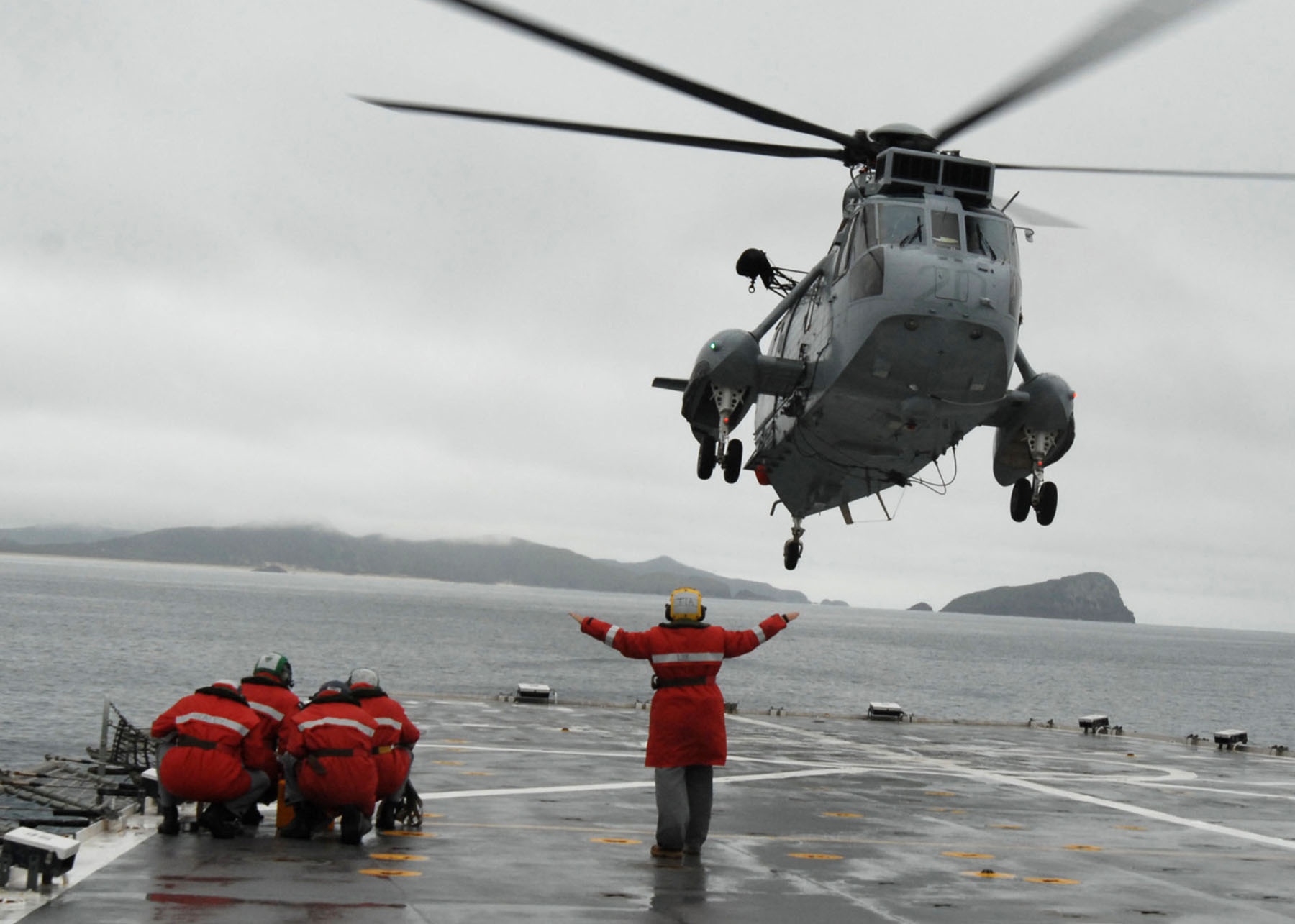
Těžký transportní vrtulník Sea King přistává na záďové přistávací ploše. Do hangáru se vejdou tři stroje tohoto typu.

Před zavedením do služby v australském námořnictvu byly obě lodě výrazně upraveny. Změnily přitom své určení z výhradně tankových výsadkových lodí na víceúčelové výsadkové lodě. Proto byla odstraněna příďová rampa pro tanky a naopak zpevněna přistávací plocha pro vrtulníky (tři přistávací body) a vybudován hangár pro 3–4 vrtulníky. Před nástavbu byly umístěny dva vyloďovací čluny LCM-8 a jeřáb s nosností 70 tun. Lodě byly dále upraveny pro přepravu vozidel a nákladu, ubytování 450 vojáků a vybaveny moderní nemocnicí se 40 lůžky. Modernizována byla rovněž elektronika, takže mohou být využity jako velitelská plavidla.
Obrannou výzbroj tvoří jeden systém Phalanx CIWS a šest 12,7mm kulometů. Pohonný systém tvoří šest dieselů ALCO V16. Nejvyšší rychlost dosahuje 22 uzlů.

## Operační služba
Hlavní operační oblastí obou lodí je jihovýchodní Asie, kde jsou nasazovány především při krizích a živelních pohromách. Nasazeny byly ve válkách v Iráku a Afghánistánu, při humanitární misi po zemětřesení v Indickém oceánu v roce 2004 a také v roce 2006 během krize na Východním Timoru.